# Свитвотер (Тенеси)
Свитвотер (енгл. Sweetwater) град је у америчкој савезној држави Тенеси.

## Демографија
По попису из 2010. године број становника је 5.764, што је 178 (3,2%) становника више него 2000. године.
| Група             | 2000.         | 2010.         |
| Белци             | 4.989 (89,3%) | 5.049 (87,6%) |
| Афроамериканци    | 409 (7,3%)    | 371 (6,4%)    |
| Азијати           | 51 (0,9%)     | 54 (0,9%)     |
| Хиспаноамериканци | 53 (0,9%)     | 183 (3,2%)    |
| Укупно            | 5.586         | 5.764         |